# Fiorella Terenzi
Fiorella Terenzi   (Milà, segle XX) és una astrofísica, escriptora i artista de gravació estatunidenca d'origen italià que és més coneguda per prendre enregistraments d'ones de ràdio de galàxies llunyanes i convertir-les en música. Es va doctorar a la Universitat de Milà i actualment resideix als Estats Units d'Amèrica.
Descrita per la revista Time com «un encreuament entre Carl Sagan i Madonna», la Dra. Terenzi ha estudiat òpera i composició al Conservatori G. Verdi, Corsi Popolari Serali i ha impartit classes de física i astronomia a diversos college i universitats dels Estats Units d'Amèrica; actualment forma part del professorat a temps complet de la Florida International University de Miami.
En investigació al Computer Audio Research Laboratory de la Universitat de Califòrnia, San Diego, va ser pionera en tècniques per convertir les ones de ràdio que emanen de galàxies llunyanes en so, amb alguns dels resultats publicats per Island Records al seu CD «Music from the Galaxies». L'objectiu de la seva audioficació/sonificació de dades celestes és investigar com el so podria reflectir les propietats químiques, dinàmiques i físiques dels objectes celestes, que ella anomena «astronomia acústica».

## Aparicions als mitjans de comunicació
Les aparicions globals de Terenzi als mitjans de comunicació inclouen segments de televisió i ràdio a Future Watch de la CNN, The Dennis Miller Show, SyFy, Talk of the Nation, Weekend Edition i Science Friday, Newsweek on Air, Strange Universe, History's The Universe i Ancient Aliens entre d'altres.
Ha aparegut i/o es fa referència a nombrosos mitjans impresos, com ara The Wall Street Journal, People, Time, The Quest, Electronic Musician, Glamour, Details, Los Angeles Reader i Los Angeles Daily News, i ha aparegut internacionalment a les portades de Mondo 2000, New Frontier, Atari Explorer, Extropy, Composer USA, CD-ROM Today i Eye Weekly (Toronto, Canadà). Apareix a l'edició d'abril de 2017 de Rockerilla, una revista mensual italiana de música i cinema.

## Classes i conferències publiques
Ha realitzat conferències a la Universitat de Califòrnia, San Diego, la Universitat Stanford, MIT, la Smithsonian Institution, el Museu Americà d'Història Natural (NY), i en actuacions, en directe i per televisió, als Estats Units d'Amèrica, Europa i Japó, on Terenzi va combinar ciència i art mostrar la gent a les meravelles de l'Univers. Ha moderat centenars de panells sobre ciència, tecnologia, educació i divulgació pública, des de Digital Hollywood fins a MacWorld, i ha presidit el simposi «Techno 2000» a la Universitat Pepperdine. Les intervencions de Terenzi abracen temes com «La globalització de l'educació», «Les dones a l'espai», «El negoci de l'espai», «Valors per a una nova civilització», «Art, intel·ligència i intel·ligència artificial» i, sobretot, «Coneixement celestial» i «Univers invisible».
Terenzi va parlar a la International Luxury Conference del New York Times, un esdeveniment de dos dies que va reunir més de 500 líders empresarials i creatius a Miami del 2 al 3 de desembre de 2014, en una xerrada titulada «The Collaborative Mind: Bridging Astrophysics and Aesthetics», i va ser entrevistada al programa de notícies Arise Xchange d'AriseTV en relació amb la seva xerrada.
El 2 d'abril de 2017, la Dra.Terenzi va parlar a la Universitat de Miami per a l'estrena de Universal Language, una pel·lícula documental que explora l'origen de la música i les vibracions, i el seu efecte en la ment, el cos i l'ànima, tal com s'explica a través dels ulls d'un nen sord, i prèviament va ser entrevistada per a la pel·lícula durant la seva producció.
El 18 d'octubre de 2018, la Dra. Terenzi va participar en un panell a l'esdeveniment Digital Hollywood Los Angeles on va sobre «Women on the Creative Edge: Experiences in a Changing Landscape», i el 29 d'octubre de 2018 va oferir una xerrada titulada «Star Songs: Experiencing the Unseeable» a la Universitat Estatal de Califòrnia Channel Islands, on també va presentar la seva producció musical multimèdia «Let's Get Astrophysical» durant el semestre de primavera de 2019. El 23 de gener de 2019, la Dra.Terenzi també va parlar sobre «The 4 Es of STEM Education: Entertain, Educate, Enthrall and Engage» a la California State University, Northridge.
El 21 de maig de 2019, la Dra. Terenzi va tornar a participar en un panell a l'esdeveniment de Digital Hollywood Los Angeles en què es parlava sobre «Women on the Creative Edge: From Film to TV to Athletes, Wellness & Technology» (Dones a l'avantguarda creativa: del cinema a la televisió fins als atletes, el benestar i la tecnologia).

## Carrera professional
Durant el seu mandat com a directora de New Media al Miami Museum of Science and Space Transit Planetarium, Terenzi va organitzar i acollir esdeveniments, inclòs el National Astronomy Day, va produir espectacles de planetari, incloent «Stars of the Seasons/Stars of the Sea», va desenvolupar contingut per a subvencions, inclosa una subvenció de la NASA per oferir ciències de la terra/espai en línia per a escoles secundàries, i va parlar en esdeveniments del programa Girls in Science finançat per la National Science Foundation (NSF), a l'Associació de Directors del Planetari de Florida, al State of the World Forum a Nova York.
Terenzi ha impartit classes d'astronomia i física a la Universitat Pace (Nova York), Universitat de la Ciutat de Nova York (Borough of Manhattan Community College i Bronx Community College), Brevard Community College, Los Angeles Pierce College i Glendale College (Los Angeles).
Actualment, és professora a temps complet d'Astronomia i Física a la Florida International University (FIU), Miami, on el 2017 va rebre un FIU College of Arts, Sciences & Education Award for Engagement, que reconeix professors destacats que s'han distingit en l'àrea de compromís.
El nou Stocker AstroScience Center de la FIU, inaugurat el novembre de 2013, inclou una exposició interactiva que destaca la investigació de la Dra. Terenzi sobre l'audioficació/sonificació de dades celestes, titulada «Acoustic Astronomy: The Sounds of the Universe».
El 2 de març de 2018, la Dra. Terenzi va organitzar i acollir un esdeveniment per a la Facultat d'Arts, Ciència i Educació de la FIU titulat «Physics & Ferraris», mostrant una varietat d'exòtics cotxes esportius Ferrari i amb una direcció del reconegut inventor, dissenyador de vehicles i Bran Ferren, l'expresident d'e R&D de Walt Disney Imagineering, la xerrada del qual va explicar la física que hi ha darrere per què funcionen diversos vehicles, des d'avions fins a cotxes de carreres.
El 18 de novembre de 2018, FIU va lliurar a la Dra. Terenzi el seu Torch Award for Outstanding Faculty (Premi Torxa 2018 al professorat destacat), en honor a la impressió duradora que ha causat en la vida dels estudiants i antics alumnes de la universitat.

## Discografia
- Music from the Galaxies (Island/PolyGram Records, 1991)[41]
- Soundtrack The Gate to the Mind's Eye – Thomas Dolby; Dra. Terenzi com a vocal. (Giant/Warner Bros. Records, 1994)[42][43]
- From Here to Tranquillity Vol. 4 – diversos artistes (Silent Records, 1995)
- Ixlandia – Jonn Serrie; Dra. Terenzi, com artista i narradora (Miramar Records, 1995)
- Beyond Life With Timothy Leary – diversos artistes; CD de dance/trance i un video com a tribut al Dr. Timothy Leary (Mercury Records, 1996)[44]
- Trance Planet Vol. 5 – diversos artistes (Triloka Records, 2000)

La Dra. Terenzi també ha col·laborat amb Herbie Hancock i Ornette Coleman. La seva música de la cançó «Sidereal Breath» de Music from the Galaxies apareix a la cançó de Massive Attack «Karmacoma», de l'àlbum Protection (Virgin Records, 1995).
Al juny de 2017, la Dra. Terenzi va aparèixer a l'àlbum Eclectro de l'artista de música electrònica Manipulant (David Speakman). La cançó «Doctor, I Need Your Expertise» presenta la Dra.Terenzi descrivint els sons de l'espai combinats amb un teló de fons electrònic, simulant un viatge pel Sistema Solar.

## Llibres i publicacions
Antigament representada per talents/agents literaris de l'Agència William Morris, Terenzi és més coneguda pel seu CD-ROM Invisible Universe (Voyager Company, 1995), que combina astronomia i música en un viatge entretingut i il·luminador per les estrelles. El títol va guanyar el premi SIGCAT (Special Interest Group on CD Applications and Technology, Grup d'Interès Especial en Aplicacions i Tecnologia de CD) a l' «Aplicació més creativa de multimèdia a l'educació superior i d'adults».
La Dra. Terenzi també és coneguda per un llibre sobre ciència amb càrrega sexual titulat Heavenly Knowledge (Avon Books/Harper Collins), que explora l'astronomia com a metàfora de les relacions humanes i el lloc de la humanitat a l'Univers. El llibre, promocionat per ABC Radio, Talk of The Nation, BBC Radio i Syfy, s'ha traduït a l'italià (Musica Dalle Stelle, Sterling Kupfer) amb el seu CD de música Galactically Yours, així com a l'alemany (Der Kosmos ist weiblich, Bertelsmann/Goldmann), letó i altres llengües.
Terenzi va escriure el pròleg del llibre de Paula Berinstein Making Space Happen: Private Space Efforts and the People Behind Them i ha aparegut en un capítol complet a Women of Space: Cool Careers on the Final Frontier de Laura Woodmansee i al llibre de música i tecnologia The Art of Digital Music de Kelli Richards i David Battino. També va oferir una revisió tècnica del llibre de text educatiu The Physics of Everyday Phenomena de Thomas Griffith, i University Physics for the Physical and Life Sciences de Philip Kesten i David Tauk.

## Divulgació i innovacions

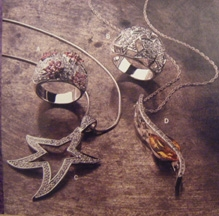
Dissenys de joies d'inspiració còsmica, de Fiorella Terenzi

Entre els seus projectes de divulgació, la Dra. Terenzi va crear el premiat BCC Space & Astronomy Lecture Series, per inspirar i educar el públic sobre l'Univers.
Ha desenvolupat diversos mòduls d'aprenentatge: «The Business of Space» (El negoci de l'espai), per promoure la diversitat cultural i la consciència global sobre l'espai i l'astronomia; «Astronomy in Paintings, Frescos, and Engravings» (Astronomia en pintures, frescos i gravats), sobre com s'ha utilitzat l'art per explicar l'Univers des de les estrelles fins a les galàxies; «Sounds of the Universe: Acoustic Astronomy» (Sons de l'Univers: Astronomia Acústica), per estimular la curiositat intel·lectual i el pensament individual; i un mòdul d'aprenentatge «Invisible Universe» per explorar objectes celestes en diverses longituds d'ona.
Les conferències de la Dra. Terenzi combinen la ciència i l'art amb el coneixement i l'emoció, un concepte que ella anomena «Aprenentatge emocional», basat en les «4 E»: Entertain, Educate, Enlighten, i Enthrall (Entretenir, educar, il·luminar i captivar). Com ha afirmat Terenzi: «Quan estàs compromès en aquests múltiples nivells, l'aprenentatge troba una llar emocional i es recorda per sempre».
Ha creat col·leccions originals de dissenys de joies de temàtica estel·lar basats en el color i la simetria d'estrelles i galàxies, com ara GemAllure i Stellare.
La Dra. Terenzi va estrenar el seu espectacle multimèdia «Let's Get Astrophysical» per a la Celebració del Centenari de Miami Beach el 23 de març de 2015, a l'escenari Hard Rock Rising davant del mar de South Beach. L'espectacle va comptar amb el primer i únic compte enrere de les 15 cançons pop de temàtica estel·lar, incloses cançons dels grups musicals Muse, OneRepublic, Oasis, Incubus, Fall Out Boy, Katy Perry, Hardwell i Daft Punk, combinades amb DJs, músics, ballarins i acròbates en directe a més d'un espectacle de llum làser. «Let's Get Astrophysical» es va repetir amb èxit del 3 al 4 de maig de 2019 al Festival Arts Under the Stars de la California State University Channel Islands.

## Assessorament científic
Terenzi és la primera persona que és membre tant de la National Academy of Recording Arts & Sciences (Premis Grammy) com de la American Astronomical Society. És Apple Computer AppleMaster des de 1994 i és la fundadora del Ferrari Club of America - Florida Region.
És assessora i consultora científica de l'Acadèmia Italiana d'Aliments per a l'esforç «Aliment italià a l'espai», la qual cosa permet la missió STS-120 del transbordador espacial de la NASA (23 d'octubre de 2007) incloure un menú italià únic consumit i compartit entre els astronautes de l'Estació Espacial Internacional el 5è dia de la seva missió. Va treballar amb l'astronauta ASE/ESA Paolo Nespoli, que era membre de la tripulació del transbordador i de l'Espació Espacial Internacional.
Terenzi va formar part del consell assessor científic de la Fundació Lifeboat i del consell de la Fundació d'impactes d'asteroides/cometes.
El dissenyador de moda de Zegna, Stefano Pilati, va encarregar a Terenzi que creés un viatge a l'espai, utilitzant imatges reals i els seus sons d'astronomia acústica en un vídeo per a la col·lecció «Home tardor-hivern 2014» de Zegna. Aquesta nova unió de moda i astrofísica va ser descrita pel New York Times com «Zegna's Very Big Bang» i va generar una àmplia publicitat a tot el món. «Ningú no ha fet mai res com això abans», va dir Gildo Zegna.
Una nova versió del vídeo de Zegna, que va ser una col·laboració entre Terenzi, l'astrofísic Neil deGrasse Tyson, i Pilati, es titulava «City and Nature – Scientist Cut» i va formar el marc d'una innovadora pantalla de 23 finestres a Harrods, el gran centre comercial de luxe de Londres. Del 2 al 19 d'octubre de 2014, la nova tecnologia Whispering Window va permetre que els sons espacials de Terenzi, acompanyats per la música de Txaikovski, es comparteixin amb els vianants que passaven, per tal de demostrar com la ciència i la moda es complementen.